# مايك برات (سياسي)
مايك برات (بالإنجليزية: Mike Pratt)‏ هو فلاح وسياسي أسترالي، ولد في 10 فبراير 1948 في أستراليا. حزبياً، نشط في الحزب الليبرالي الأسترالي. وقد انتخب عضو مجلس النواب الأسترالي عن دائرة Division of Adelaide ‏ (6 فبراير 1988 – 24 مارس 1990).